# Étienne Maire Bretón
Étienne Maire Bretón (Mirecourt (França), 1827 - París, ?) fou un lutier català d'origen francès.
Membre d'una extensa família de lutiers, l'any 1850 es traslladà a Barcelona per ocupar-se del taller d'Altimira, on va treballar fins al 1874, any que s'establí al carrer "Conde del Asalto, 96" (actualment, carrer Nou de la Rambla).
Copià els models dels millors luthiers italians, sense poder deixar de donar-los un estil afrancesat que denota el seu origen.
Molt dels seus violins foren etiquetats per ell mateix amb etiquetes còpies de les originals italiandes del mestre imitat, marcant únicametnt els violoncels amb el seu nom. Al final de la seva vida es traslladà a París.
El seu fill, Etienne Maire Clarà, va ser també lutier, establert a Barcelona i a Madrid.